# حكومة حمروش الثانية
حكومة حمروش الثانية هي ثامن حكومة في عهد الرئيس الشاذلي بن جديد، واستمرت من 25 يوليو 1990 إلى 4 يونيو 1991.

## أعضاء الحكومة
- رئيس الحكومة : مولود حمروش
- وزير الدفاع : خالد نزار

- وزير للشؤون الخارجية : سيد أحمد غزالي
- وزير العدل : علي بن فليس
- وزير الشؤون الدينية : السعيد شيبان
- وزير الداخلية : محمد الصالح محمدي
- وزير منتدب للجماعات المحلية : ابن علي هني
- وزير التربية : علي بن محمد
- وزير الجامعات : مصطفى الشريف
- وزير الشبيبة : عبد القادر بوجمعة
- وزير منتدب للتكوين المهني : عبد النور كرمان
- وزير الاقتصاد : غازي حيدوسي
- وزير منتدب لتنظيم التجارة : إسماعيل قومزيان
- وزير الشؤون الاجتماعية : محمد غريب
- وزير منتدب للتشغيل : عمرو قارة محمد
- وزير الفلاحة : عبد القادر داود
- وزير التجهيز : محمد قنيفد
- وزير المناجم والصناعة : الصادق بوسنة
- وزير النقل : حسن كحلوش
- وزير البريد والمواصلات : محمد سراج
- وزير الصحة : حميد سيدي السعيد
- كاتب دولة للشؤون المغاربية : عبد العزيز خلاف
- وزير منتدب للبحث والتكنولوجيا : الشريف الحاج سليمان